# Joseph Phillimore
Joseph Phillimore (* 14. September 1775; † 24. Januar 1855) war ein englischer Rechtsanwalt, Politiker und ab 1809 Regius Professor of Civil Law.

## Leben
Joseph war der älteste Sohn von Joseph Phillimore, Vikar von Orton-on-the-Hill, Leicestershire, und dessen Frau Mary, Tochter von John Machin aus Kensington. Er wurde an der Westminster School und dem Christ Church College der University of Oxford ausgebildet, wo er am 30. Mai 1793 immatrikuliert wurde, seinen Bachelor of Arts 1797, Bachelor of Law (B.C.L.) 1880, und den Doctor of Civil Law (DC.L.) 1804 erreichte.
Am 21. November 1804 wurde er am College of Advocates aufgenommen. Er praktizierte erfolgreich in kirchlichen Gerichten und den Admiralty Courts, den Gerichten für Seerecht. 1806 bis 1807 war er Mitglied in der Kommission, die über preußische Schiffe verfügte, welche nach dem Prisenrecht in der Folge der Konvention von Westminster konfisziert worden waren, sowie dänische Schiffe, die nach der Unterwerfung unter Frankreich als gegnerisch betrachtet wurden. 1809 folgte er French Laurence auf den Stuhl des Regius Professor of Civil Law in Oxford, wurde zum Kanzler der Diözese von Oxford und zum Richter der Admiralty Courts der Cinque Ports ernannt. Er unterstützte Lord Grenville erfolgreich in seiner Bewerbung um die Kanzlerschaft der Universität Oxford. Am 17. März 1817 zog Phillimore anstelle seines verstorbenen Freundes Francis Horner für den Rotten Borough von St Mawes ins House of Commons ein und vertrat den Wahlkreis bis zu dessen Auflösung am 2. Juni 1826. Am 9. Juni trat er für Yarmouth (Isle of Wight) erneut erfolgreich an, kandidierte aber nicht noch einmal, nachdem dieser Bezirk am 24. Juli 1830 aufgelöst wurde.
Phillimore war eines der ursprünglichen Mitglieder der kurzlebigen, 1818 gegründeten, dritten Partei. Im Verlauf seiner kurzlebigen parlamentarischen Karriere zeichnete er sich durch seine Befürwortung der Katholikenemanzipation und seinen Ausführungen zum Völkerrecht aus.

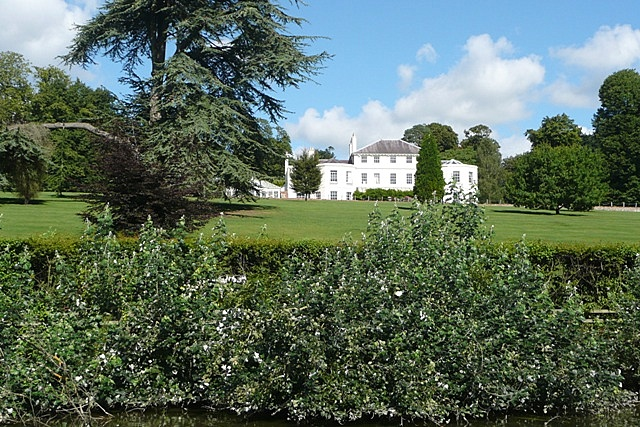
Shiplake House, Wohnort Joseph Pilimores in seinen letzten Lebensjahren

Er wurde Kommissionsmitglied in dem Aufsichtsgremium über Indien zu dessen Neubesetzung am 8. Februar 1822 und verblieb dort bis zum Rücktritt des Premierministers Robinson im Januar 1828. Am 23. Januar 1833 wurde er leitendes Kommissionsmitglied für die Adjudikation der französischen Ansprüche aus 1815 (siehe Herrschaft der Hundert Tage) und 1818 (siehe Aachener Kongress). Er saß auch der Registrierungskommission vor, die am 13. September 1836 zusammentrat, wodurch er auch Bericht erstattete. Er wurde am 25. Oktober 1834 zum Kronanwalt ernannt und im gleichen Jahr Kanzler der Diözese von Worcester sowie Vertreter des Dekanats von St Paul’s Cathedral in London. 1842 wurde er Kanzler der Diözese von Bristol und 1846 Richter des Consistory Court in Gloucester, damals ein anglikanisches Kirchengericht mit weltlicher Macht.
1834 wurde er mit dem Titel des Legum Doctor (LL.D.) der University of Cambridge geehrt, wurde am 13. Februar zum Fellow der Royal Society ernannt und am 23. Mai desselben Jahres in den Aufsichtsrat der Busby Stiftung berufen. In Oxford war er für sein gepflegtes Latein und die Würde bekannt, mit der er die Zeremonien zur Verleihung von Ehrentiteln inszenierte, einer Pflicht, die aus seiner Professur erwuchs.  Die Professur in Oxford hielt er bis zu seinem Tod am 24. Januar 1855 im Shiplake House, nahe Reading. Die von Shiplake House sichtbare Phillimore Island wurde nach der Familie benannt.

## Arbeit
1798 gewann Phillimore den von der Universität ausgeschriebenen Preis für das beste Essay mit dem Titel Chivlary (Ritterlichkeit), das auch im Sammelband English Prize Essays (Oxford, 1836, Bd. II) veröffentlicht wurde. Sein Talent für Poesie hatte er schon in der Schulzeit mit dem Sieg in einem Wettbewerb zu „lateinischer Dichtung“ (1793) unter Beweis gestellt. Als junger Mann stand er auch flüchtig mit der einflussreichen Edinburgh Review in Verbindung.
Phillimore gab Reports of Cases argued and determined in the Ecclesiastical Courts at Doctors' Commons and in the High Court of Delegates (1809–1821), London, 1818–1827 in drei Bänden heraus und Reports of Cases argued and determined in the Arches and Prerogative Courts of Canterbury (London, 1832–1833; 3 Bände), in dem die Urteile von George Lee veröffentlicht werden. Seine Speeches delivered in the Sheldon Theatre, at the Commemoration holden on the 10th, 11th, and 13th of June 1834, at which the Duke of Wellington presided in Person wurden ebenfalls 1832 in Oxford verlegt.

## Familie
Phillimore heiratete am 19. März 1807 Elizabeth († 1859), die Tochter von Reverend Walter Bagot, Rektor von Blithfield, Staffordshire, dem jüngeren Bruder von William Bagot. Aus der Ehe gingen die Söhne John George Phillimore, Greville Phillimore, Augustus Phillimore, Robert Joseph Phillimore und Richard Philmore hervor.
Richard, der damals am Christ Church College in Oxford studierte, ertrank beim Schwimmen in der Themse am Sandford Lock, einer bekannt gefährlichen Stelle. Richards Freund William Gaisford, der Sohn von Thomas Gaisford war in Gefahr geraten und Richard hatte versucht ihn zu retten. Beide Männer starben. Sie wurden in der Kathedrale von Oxford beigesetzt. Ein Obelisk am Sandford Lock und zwei Tafeln im nördlichen Kreuzgang des Klosters der Kathedrale erinnern an die Männer.